# الأزواج والصيف (فلم)
الأزواج والصيف هو فيلم مصري عرض عام 1961، بطولة كمال الشناوي ونجوى فؤاد، ومن إخراج عيسى كرامة.

## قصة الفيلم
تحب الراقصة (عواطف) زميلها (جميل) العازف في الملهى الذي تعمل به على الرغم من أن كلًا منهما متزوج، تخلو الفرصة للعاشقين بعد سفر (لطيفة) زوجة (جميل) إلى المصيف مع أولادها، وسفر (نبيل) زوج (عواطف) إلى لبنان، وعندما يزورها في المنزل تقبض عليه الشرطة معتقدة أنه (نبيل)، فيدخل السجن، ويخرج (جميل) من السجن بعد اكتشاف الخطأ، ويقرر الانتقام مما حدث له.

## طاقم التمثيل
- كمال الشناوي: (جميل منصور)
- نجوى فؤاد: (عواطف إسماعيل)
- سميرة أحمد: (لطيفة)
- حسن فايق: (الباشاويش عصفور)
- توفيق الدقن: (نبيل مصطفى)
- حسين عبد النبي: (نبيه المدقدق - الجزمجي)
- نجوى سالم: (خضرة الخادمة)
- أنور البابا: («أم كامل» والدة لطيفة)
- عبد المنعم إبراهيم: (عازف بالفرقة)
- أبطال فرقة ساعة لقلبك
  - فؤاد راتب : («الخواجة بيجو» كوافير السجن)
  - فرحات عمر: («الدكتور شديد» أبو فرحة الحانوتي)
  - محمد أحمد المصري: («أبو لمعة» مزين السجن)
  - محمد يوسف: («الفتوة»)
  - لطفي عبد الحميد: («فتلة»)
  - أمين الهنيدي: (الشاويش متولي)
  - محمد عوض: (ميمي بك)
- إسكندر منسي: (باشكاتب السجن)
- محمد شوقي: (المجنون)
- محمود لطفي: (حسن البواب)
- عبد الحميد زكي: (عسكرى بالسجن)
- رأفت فهيم: (ضابط بالسجن)
- عباس الدالي: (عم حسن البواب)
- أحمد أبو عبية: (ضابط المباحث)
- أسامة صادق: (الطفل وحيد جميل منصور)
- مختار السيد: (ضابط)
- صالح الإسكندراني: (سجان)
- محمد نبيه: (شحات أمام السجن)
- سيد العربي: (تمرجي بمستشفى المجانين)

## فريق العمل
- إخراج: عيسى كرامة
- قصة: عبد الفتاح السيد
- سيناريو: عبد الفتاح السيد، حسين عبد النبي
- حوار: حسين عبد النبي
- مدير التصوير: زكريا منصور
- مونتاج: عبد العزيز فخري
- إنتاج: كرامة فيلم
- توزيع: أفلام إدوار خياط

## روابط خارجية
- مقالات تستعمل روابط فنية بلا صلة مع ويكي بيانات